# Хусяинов, Юрий Рафаильевич
Юрий Рафаилевич Хусяинов  (30 июня 1983 года, Москва, СССР) — российский футболист, полузащитник; тренер.

## Биография
Воспитанник СДЮШОР «Трудовые резервы» (Москва) первый тренер Ивлев Вячеслав Евгеньевич. Профессиональную карьеру начинал в дубле московского «Локомотива», за который провел шесть лет. Был в заявке на матчи Лиги чемпионов, сыграл две игры в кубке России, полуфиналист кубка Содружества. В 2004 году перешёл в белорусский клуб «Гомель». За него в высшей лиге он провел 17 игр и забил 1 гол. А также провел две игры в отборочном раунде Лиги чемпионов против албанской «Тираны».
В 2005—2007 годах выступал за калининградскую «Балтику» в Первом (2006—2007) и Втором (2005) дивизионах. 
В 2008 году выступал за команду ФК Динамо-Воронеж.
Последней профессиональным командой в его карьере стала «Нара-ШБФР» Наро-Фоминск.
С 2015—2018 года являлся главным тренером молодёжной команды «Балтики».
В 2015 году основал Детский футбольный клуб «Открытие», в котором является руководителем и главным тренером.
15 декабря 2021 года переименовал ДФК "Открытие" в АНО "ФК "Калининград" в котором в настоящее время  является директором и главным тренером.

## Достижения
- Финалист Кубка Белоруссии: 2003/04
- Победитель зонального турнира Второго дивизиона: 2005
- Полуфиналист Кубка Содружества